# Il diavolo condannato a prender moglie
Il diavolo condannato a prender moglie (en español, El diablo condenado a tomar esposa; también conocida en italiano como Il diavolo condannato nel mondo a prender moglie, "Il diavolo mal sposato" o Il diavolo maritato a Parigi) es una ópera en tres actos del compositor italiano Luigi Ricci, con libreto en italiano de Andrea Leone Tottola, basado en la novela Belfagor arcidiavolo de Nicolás Maquiavelo. Fue estrenada en el Teatro Nuovo de Nápoles el 27 de enero de 1827.

## Historia
Tras su debut en 1822 con  L'impresario in angustie, estrenada en el propio conservatorio de Nápoles, Luigi Ricci compuso varias óperas destinadas a estrenarse en el Teatro Nuovo de la misma ciudad. Aparte de la primera de ellas, La cena frastornata, compuesta con la ayuda de su maestro Pietro Generali, y de una obra compuesta en colaboración con el compositor Dionigio Pogliani-Gagliardi, Il sogno avverato, son tres las óperas que compone para éste teatro: L'abbate Taccarella, Il diavolo condannato a prender moglie y La lucerna di Epitteto. De todas ellas, será Il diavolo condannato a prender moglie, basada en el Belfagor de Maquiavelo, la que obtuvo mayor éxito.
Tras su exitoso estreno, la ópera tuvo una considerable difusión por Italia en las siguientes décadas: además de repetirse en Nápoles, llega a Milán en 1843 y a Venecia en 1844, e incluso a Rijeka en 1834.
La ópera no se ha representado en época moderna.

## Personajes
| Personaje                                                       | Voz          | Elenco del estreno Director de orquesta: Gennaro Pepe |
| --------------------------------------------------------------- | ------------ | ----------------------------------------------------- |
| Astarot (demonio con aspecto humano, bajo el nombre de Merlino) | tenor        | Antonio Manzi                                         |
| Contessa La Fleur (su esposa)                                   | soprano      | Caterina Lipparini                                    |
| Madama La Roquille (su prima)                                   | soprano      | Cirafici Luzio                                        |
| Mariola (sirvienta)                                             | mezzosoprano | Francesca Gemignani Checcherini                       |
| Olombrone (mago)                                                | bajo         | Carlo Dossi                                           |
| Marchese Splitz (tío de La Fleure)                              | bajo         | Andrea Spagni                                         |
| Sanguisuca (usurero)                                            | bajo         | Gaetano De Nicola                                     |
| Enrichetta                                                      | soprano      | Marianna Checcherini                                  |
| Fabio (sirviente de Merlino)                                    | tenor        | Giuseppe Papi                                         |
| Pulcinella (sirviente de Merlino, esposo de Mariola)            | bajo         | Gennarino Luzio                                       |
| Sirvientes, camareros                                           |              |                                                       |
| Personajes infernales                                           |              |                                                       |
| Plutone                                                         | bajo         | Andrea Spagni                                         |
| Proserpina                                                      | mezzosoprano | Francesca Gemignani Checcherini                       |
| Minos                                                           | bajo         | Carlo Dossi                                           |
| Un adulador                                                     | bajo         | Gaetano De Nicola                                     |
| Un comerciante                                                  | bajo         | Gaetano Bonocore                                      |
| Un mentiroso                                                    | barítono     | Andrea Mazzanti                                       |
| Furias, demonios                                                |              |                                                       |

## Argumento
La acción tiene lugar, parte en París, y parte en el palacio de Plutone.  
Acto I
Elegante galería
Tras una fiesta, por la noche, los criados buscan a Merlino, pero no consiguen encontrarlo; Fabio afirma que ha salido huyendo de su esposa, a la que describe como una arpía. La Roquille cuenta que le ha dicho que se iba a la cama porque le dolía la cabeza, pero no está en su habitación, y con el revuelo que forman despiertan Splitz, tío de la condesa, quien lamenta haber abandonado su hogar en Dresde para trasladarse a esa casa de locos. Splitz parte entonces en busca de Merlino acompañado por Fabio. Cuando aparece la condesa, todos se marchan. Ella despierta entonces a Pulcinella, sirviente de su esposo, quien primero le miente diciendo que lo dejó dormido en su cama, antes de confesar la verdad: ha salido huyendo, ya que ha contraído grandes deudas para satisfacer los caprichos de ella, y quiere desaparecer antes de que el usurero Sanguisuca lo detenga. Ella se enfurece al oírle decir que su mala fama es conocida por toda la ciudad, y hace salir de inmediato al sirviente en busca de Merlino. 
Bosque con gruta al fondo
Merlino desea volver a su vida anterior en el infierno, ya que cinco años atrás Plutón lo envió a la tierra y su mujer le ha hecho la vida imposible con sus caprichos y sus celos (aria: Donne! Per me sarete). Aparece entonces el mago Olombrone, quien le cuenta que ha salido huyendo de oriente, huyendo de su caprichosa esposa, porque Plutón le ha dicho que busque en París a un demonio casado con una mortal; Merlino entonces le confiesa que él es el demonio a quien busca. Llega entonces Pulcinella y le pide a Merlino que regrese a su casa, porque su mujer ha alterado a todos en su busca. Olombrone se sorprende al saber que a Merlino lo busca su esposa, y le pregunta si ella le ama: el responde que le ama con un amor peor que el odio. Llega entonces Sanguisuca reclamando su dinero y amenazándolo con encarcelarlo si no le paga las ochenta mil liras que le debe. Olombrone pide piedad, pero Sanguisuca está furioso deseando recuperar su dinero, y al final cada uno sale corriendo por su lado. 
Sala noble en casa de Merlino
Roquille le reprocha a la condesa que su marido haya huido a causa de sus caprichos. La condesa entonces parece arrepentirse momentáneamente de su conducta, pero cuando Mariola llega para decir que Merlino ha regresado, trama vengarse fingiendo indiferencia. El le suplica, pero ella se niega, ganándose los reproches de Roquille, Splitz y Mariola. Llega entonces Pulcinella anunciando que Sanguisuca está a la puerta con soldados para detener a ambos, ya que el sirviente también le debe dinero; por ello, Merlino se lleva a Pulcinella y ambos huyen saltando por el balcón, por lo que cuando Sanguisuca entra en la casa no los encuentra. 
Acto II
Bosque
Merlino y Pulcinella llegan al encuentro de Olombrone; Merlino le dice que quiere regresar a su hogar en el infierno, pero no sin antes vengarse de sus enemigos. Olombrone le pide entonces a Pulcinella que baja al infierno a transmitir el mensaje a Plutón, con la promesa de hacerlo rico. Pero Pulcinella no entiende nada, y al final tienen que engañarlo para que cumpla su cometido. 
Habitación en casa de Merlino
Sanguisuca se lleva todos los muebles de la casa ante las amenazas de sus habitantes, de quienes se burla. La condesa lamenta su suerte y envía a todos en busca de su marido. Una vez sola, se da cuenta de que está recibiendo el pago justo por su conducta (aria: Ah dov'è? Chi me lo rende, y cuando llegan los demás con la noticia de que han visto a Merlino en el bosque, promete cambiar su actitud si él vuelve. 
Palacio de Plutón
Las furias cantan alabanzas a Plutón mientras éste, ayudado por Minos, dicta las sentencias de los recién llegados. El ruido que hacen las furias informa que un vivo ha entrado en el infierno: es Pulcinella, que llega muerto de miedo sin saber dónde está (aria: Chi parla? ah! Nei talloni). Una vez ante Plutón, pese a su estupidez, que le lleva a entender mal todo lo que le dice Plutón, al final consigue darle el mensaje que le han encargado; Plutón, entonces, al enterarse de que casarse ha sido la causa de la desgracia de su súbdito, le entrega a Pulcinella un anillo para Merlino, con el que conseguirá su objetivo, y lo envía de vuelta a la tierra. Proserpina, al ver a Pulcinella, se pone a coquetear con él, pero cuando Plutón los ve, le amenaza con torturarlo si no se va de inmediato, y ante las súplicas del sirviente, le entrega un dragón para que devuelva a París. 
Acto III
Bosque
Olombrone y Merlino esperan impacientes el retorno de Pulcinella; cuando éste por fin aparece, le entrega el anillo. Merlino quiere pagar a Olombrone lo que le pida en agradecimiento, pero éste lo rechaza y se marcha. Merlino le confiesa entonces a Pulcinella que en realidad es un demonio, pero para calmarlo, le promete que lo protegerá hasta el día en que muera y se reencuentren en el infierno. 
Casino y jardín de campo
Todos buscan a Merlino; cuando éste aparece, pide quedarse a solas con su esposa, y le dice que morirá entre atroces dolores, pese a las súplicas de ella pidiendo piedad. Llega Sanguisuca, deseoso de detener a Merlino, pero entonces éste, ante todos, revela su verdadera identidad y parte al infierno entre llamas que destruyen la que ya es propiedad del usurero, y todos salen huyendo. 

## Estructura
- Sinfonía

Acto I
- N. 1 - Introducción Si è veduto? (Mariola, Enrichetta, Fabio, Coro, Roquille, Splitz)
- N. 2 - Dueto Lasciarmi! Abbandonarmi! (Fleure, Pulcinella)
- N. 3 - Cavatina Donne! Per me sarete (Astarot)
- N. 4 - Cuarteto Io ti ho dato il sangue mio (Sanguisuga, Astarot, Pulcinella, Olombrone)
- N. 5 - Finale I Ti ricordi quel momento (Mariola, Pulcinella, Fleure, Roquille, Astarot, Splitz, Enrichetta, Fabio, Coro, Sanguisuga)

Acto II
- N. 6 - Terceto Chiano chiano! Co crianza! (Pulcinella, Astarot, Olombrone)
- N. 7 - Aria Ah dov'è? Chi me lo rende (Fleure, Roquille, Enrichetta, Fabio])
- N. 8 - Coro Di giustizia or che siedi nel soglio!
- N. 9 - Aria Chi parla? ah! Nei talloni (Pulcinella, Coro, Plutone)
- N. 10 - Finale II E ancora qui sei? (Plutone, Minos, Pulcinella, Coro)

Acto III
- N. 11 - Dueto Ah no... mio ben! Deh placati! (Fleure, Astarot)
- N. 12 - Finale III Fuggo, m'involo... torno al profondo (Astarot, Pulcinella, Fleure, Roquille, Mariola, Sanguisuga, Splitz, Enrichetta, Fabio)

## Discografía
No existe por el momento ninguna grabación de la ópera.